# François Mazet
Jean François Jacques Albert Mazet (Parigi, 24 febbraio 1943) è un pilota automobilistico francese.

## Carriera
Dopo alcune esperienze nel settore assicurativo e come pilota acrobatico di aerei, nel 1967 si iscrisse al Volante Shell, una competizione propedeutica all'ingresso nel mondo delle corse che si teneva sul circuito di Magny-Cours, e lo vinse al primo tentativo.
L'anno successivo passò quindi al campionato francese di Formula 3 guidando una vettura della Tecno. Chiuse quarto la prima annata, mentre l'anno successivo riuscì a laurearsi campione e fu autore di una buona rimonta dopo un inizio stagione non esaltante a causa di un motore poco performante.
Corse quindi in Formula 2, riuscendo qualificarsi in prima fila al Gran Premio di Pau del 1970 e nella stagione 1971 giunse sesto, a punti, nel Gran Premio di Rouen al volante di una Chevron-Ford. 
Partecipò a un solo Gran Premio di Formula 1: il Gran Premio di Francia 1971 con una March del team di Jo Siffert, concludendo la gara al tredicesimo posto, dopo essere partito ventitreesimo. Iscritto anche al Gran Premio d'Italia 1971, non vi partecipò.
Senza altre possibilità di continuare la carriera in massima serie, rimase nel mondo dell'automobilismo, ma in vesti da consulente. In questa veste riuscì tra l'altro a facilitare un accordo di sponsorizzazione tra la Lotus e la Essex all'inizio degli anni ottanta.
Successivamente si è dedicato all'agricoltura e alla coltivazioni di limoni, acquistando un terreno nelle vicinanze di Mentone.

## Risultati in Formula 1
| 1971 | Scuderia               | Vettura   |  |  |  |  |    |  |  |  |  |  |  |  |  | Punti | Pos. |
| ---- | ---------------------- | --------- |  |  |  |  | -- |  |  |  |  |  |  |  |  | ----- | ---- |
| 1971 | Jo Siffert Automobiles | March 701 |  |  |  |  | 13 |  |  |  |  |  |  |  |  | 0     |      |

| Legenda | 1º posto     | 2º posto | 3º posto    | A punti         | Senza punti/Non class.  | Grassetto – Pole position Corsivo – Giro più veloce |
| Legenda | Squalificato | Ritirato | Non partito | Non qualificato | Solo prove/Terzo pilota | Grassetto – Pole position Corsivo – Giro più veloce |